# Un air de famille (album de Patrick Fiori)
Pour les articles homonymes, voir Un air de famille.
Albums de Patrick Fiori
Promesse
(2017) Le chant est libre
(2024)
Singles
1. Un air de famille[1]
Sortie : 30 juin 2020
2. J'y vais (avec Florent Pagny)[2]
Sortie : 21 septembre 2020
3. On se love
Sortie : 21 mai 2021[3]
4. Si tu tombes (avec Soprano)[4]
Sortie : 10 septembre 2021

Un air de famille est le onzième album de Patrick Fiori sorti le 2 octobre 2020.

## Liste des titres
| 1.  | Un air de famille                                  | Marie Bastide           | Patrick Fiori                      | 3:20 |
| 2.  | J'y vais (en duo avec Florent Pagny)               | Bruno Guglielmi         | Patrick Fiori                      | 3:43 |
| 3.  | On se love                                         | Bruno Guglielmi         | Patrick Fiori                      | 3:00 |
| 4.  | Si tu tombes (en duo avec Soprano)                 | Patrick Fiori - Soprano | Djaresma - Patrick Fiori - Soprano | 2:59 |
| 5.  | Nous ne le savions pas                             | Jean-Jacques Goldman    | Jean-Jacques Goldman               | 4:02 |
| 6.  | Ne m'oublie pas                                    | Patrick Fiori - Soprano | Djaresma - Patrick Fiori - Soprano | 3:33 |
| 7.  | Une vie                                            | Bruno Guglielmi         | Patrick Hampartzoumian             | 3:24 |
| 8.  | Ma solitude                                        | Ariane Quatrefages      | Patrick Fiori                      | 3:14 |
| 9.  | Vuelve Malena (Interlude) (instrumental)           |                         | Patrick Fiori                      | 0:27 |
| 10. | Malena                                             | - Quatrefages - Fiori   | Alexandre Abaldonato               | 3:05 |
| 11. | Sur les épaules de mon père (en duo avec Angelina) | Patrick Fiori           | Patrick Fiori                      | 3:21 |
| 12. | J'ai appris                                        | Bruno Guglielmi         | Patrick Fiori                      | 3:42 |
| 13. | Nous ne serons jamais amis                         | Yves Mayet              | Patrick Fiori                      | 3:25 |

## Réédition
Le 10 septembre 2021 l'album est réédité dans une version collector avec notamment trois titres inédits dont le duo Tu me rappelles quelqu'un avec Mano de The Voice Kids, la chanson du générique du téléfilm Mauvaises graines, J'comprends pas, dans lequel Patrick Fiori tient le premier rôle et le DVD de Basique le concert,.
| No  | Titre                                                 | Paroles | Musique              | Durée |
| --- | ----------------------------------------------------- | ------- | -------------------- | ----- |
| 14. | Tu me rappelles quelqu'un (en duo avec Mano)          |         | Jean-Jacques Goldman | 2:44  |
| 15. | J'comprends pas (feat. Lucille Guillaume, Zaina Yali) |         |                      | 2:46  |
| 16. | Toi                                                   |         | Tommy Chiche         | 3:35  |

## Accueil commercial
L'album se classe n°1 des ventes lors de sa première semaine et n°2 du top albums fusionnés (ventes + streaming).
L'album se vend à plus de 100 000 exemplaires.

## Classements et certifications

### Classements hebdomadaires
| Classement (2020)            | Meilleure position |
| ---------------------------- | ------------------ |
| Belgique (Wallonie Ultratop) | 1                  |
| France (SNEP)                | 2                  |
| Suisse (Schweizer Hitparade) | 8                  |

### Certifications et ventes
| Région        | Certification | Ventes/Streams |
| ------------- | ------------- | -------------- |
| France (SNEP) | Platine       | 100 000        |